# Daphniphyllum philippinense
Daphniphyllum philippinense är en tvåhjärtbladig växtart som beskrevs av Tseng Chieng Huang. Daphniphyllum philippinense ingår i släktet Daphniphyllum och familjen Daphniphyllaceae. Inga underarter finns listade i Catalogue of Life.